# Рытова, Валентина Иосифовна
Валентина Иосифовна Рытова (род. 1930) — советский передовик производства, доярка Азинского конезавода № 105 Чернушинского района Пермской области. Герой Социалистического Труда (1966).

## Биография
Родилась 1 декабря 1930 году в деревне Первый Еламбуй, Куединского района Пермской области в крестьянской многодетной семье.
С 1943 года в период Великой Отечественной войны, с тринадцати лет В. И. Рытова начала свою трудовую деятельность в колхозах Чернушинского и Куединского районов Пермской области: работала на свиноферме, косила сено, в последующем работала на мясокомбинате в Казахской ССР.
С 1957 года В. И. Рытова начала работать дояркой  Николаевской фермы Азинского конезавода № 105 Чернушинского района Пермской области, её трудолюбие, высокий профессионализм и организаторские способности способствовали сплочению коллектива фермы для решения вопросов выполнения и перевыполнения планов по надоям, вскоре коллектив начал получать самые высокие надои, тем самым став лидером не только в районе, но и во всей Пермской области.
В. И. Рытова приходилось доить коров по три и по четыре раза за смену, по двенадцать коров в день. С 1965 года В. И. Рытова, работая на отстающем участке добилась наивысших результатов в районе: надоила по 4260 килограммов молока от каждой коровы. В 1966 году  В. И. Рытова значительно увеличила свои надои: взяв обязательство надоить по 4000 килограммов молока, ей было надоено по — 4260 килограммов молока, тем самым многократно превысив свои обязательства.
22 марта 1966 года Указом Президиума Верховного Совета СССР «за выдающиеся успехи, достигнутые в сельском хозяйстве и выполнении взятых на себя обязательств» Валентина Иосифовна Рытова была удостоена звания Героя Социалистического Труда с вручением Ордена Ленина и золотой медали «Серп и Молот». В. И. Рытова стала третьим человеком в Чернушинском районе которая имело высокое звание Герой Социалистического Труда.
Выйдя замуж за Николая Григорьевича Кочина, взяла фамилию мужа — Кочина, является матерью четырёх детей. После выхода на заслуженный отдых проживала в деревне Таныпские Ключи Чернушинского района, Пермской области.

## Награды
- Медаль «Серп и Молот» (22.03.1966	)
- Орден Ленина (22.03.1966)